# Mario Božić
Mario Božić (in serbo Марио Божић?; Tuzla, 25 maggio 1983 – 3 aprile 2023) è stato un calciatore bosniaco, di ruolo centrocampista.